# Golden Four
Golden Four war eine Leichtathletik-Serie mit vier Meetings pro Jahr, die von 1993 bis 1997 durchgeführt wurde.

## Geschichte
Die Serie machte jeweils Station in Oslo (Bislett Games), Zürich (Weltklasse Zürich), Brüssel (Memorial Van Damme) und Berlin (ISTAF). Die vier Wettbewerber hatten sich 1993 zusammengeschlossen und ließen sich gemeinsam vom Rechteverwerter Ufa Sports vermarkten. Sportler, die in ihrer Disziplin bei allen vier Meetings siegten, teilten sich 20 kg Gold (ca. 400.000 D-Mark). Das Finale war jeweils in Berlin. Als Nachfolge wurde 1998 vom Weltleichtathletikverband die IAAF Golden League gegründet, eine Serie mit den vier Golden-Four-Städten, erweitert um Rom (Golden Gala) und Monaco (Herculis).